# 체이스 크로퍼드
체이스 크로퍼드(Chace Crawford, 1985년 7월 18일 ~ )는 미국의 배우이다.

## 출연 작품

### 영화
- Long Lost Son (2006)
- 커버넌트 (2006)
- Loaded (2008)
- 소녀괴담 : 17살 여고생의 악몽 (2008)
- 트웰브 (2010)
- Peace, Love & Misunderstanding (2011)
- 임신한 당신이 알아야 할 모든 것 (2012)
- Mountain Men (2014)
- 엘로이즈 (2016)
- 언드래프티드 (2016, Undrafted)
- 그 규칙은 당신에게 적용되지 않아요 (2016)
- I Do... Until I Don't (2017)
- 니나의 모든 것 (2018, All About Nina)
- 인헤리턴스 (2020, Inheritance)
- 용과 주근깨 공주 (2021) - 애니메이션 영어 더빙
- Riptide (개봉 미정)

### 텔레비전
- 가십걸 (2007-12)
- 쇼킹 패밀리 (2008-10) - 애니메이션
- 블러드 앤 오일 (2015, Blood & Oil)
- 더 보이즈 (2019-현재)
- 젠 V (2023)